# 李景亮 (唐)
李景亮（り けいりょう）は唐の官吏。李章武（りしょうぶ）の幽婚譚（『太平広記』巻340「李章武」）の作者。
その仕履は不明な点が多く、徳宗の貞元10年（基督教暦795年）12月に制挙の一である詳明政術可以理人科（しょうめいせいじゅつかいりじんか）に擢第した事と、憲宗の元和末年（元和は20年（基督教暦820年）迄）には翰林待詔（かんりんたいしょう）の官にあって左司御率府（さしぎょそつふ）の長史を授けられた事が知られるのみである。
なお、宋代に張読（ちょうどく）の伝奇小説「李徴」（『宣室志（せんしつし）』所収）を脚色した話本「人虎伝」が行われてその撰者とされ、明や清代に小説「人虎伝」を収めた伝奇叢書の多くもその撰者を李景亮としているが、これらは偽託と見られている。また、宣宗の大中9年（855年）3月の宏詞（こうし）の考試で題目の漏洩が発覚し登科の10人が均しく下第、関係者が処罰されるという事件があり、その発覚は日官（にちかん）であった李景亮の奏上に因るものであったというが、この日官は同名の別人らしい。